# Solfara Marcato Grande
La solfara Marcato Grande o miniera Marcato Grande  è una miniera di zolfo sita in provincia di Caltanissetta nei pressi del comune di Acquaviva Platani.
La solfara era già attiva nel 1839, oggi è abbandonata.